# Хаити на Светском првенству у атлетици на отвореном 2022.
Хаити је учествовао  на 18. Светском првенству у атлетици на отвореном 2022. одржаном у Јуџину  од 15. до 25. јула седамнаести пут. Репрезентацију Хаитија представљала је 1 такмичарка која се такмичили у трци 100 метара препоне.,
На овом првенству такмичари Хаитија нису освојили ниједну медаљу, нити су постигли неки резултат.

## Учесници
Жене:
- Мулерн Џин — 100 м препоне

## Резултати

### Жене
| Атлетичарка | Дисциплина    | Лични рекорд | Квалификације      | Квалификације      | Полуфинале            | Полуфинале            | Финале                | Финале                | Детаљи |
| Атлетичарка | Дисциплина    | Лични рекорд | Резултат           | Место              | Резултат              | Место                 | Резултат              | Место                 | Детаљи |
| ----------- | ------------- | ------------ | ------------------ | ------------------ | --------------------- | --------------------- | --------------------- | --------------------- | ------ |
| Мулерн Џин  | 100 м препоне | 12,81        | Није завршила трку | Није завршила трку | Није се квалификовала | Није се квалификовала | Није се квалификовала | Није се квалификовала |        |